# Braxton Key
Braxton Key, né le 14 février 1997 à Charlotte en Caroline du Nord, est un joueur américain de basket-ball évoluant au poste d'ailier fort et mesurant 2,01 m.

## Biographie

### Université
Il évolue sous le maillot du Crimson Tide de l'Alabama puis des Cavaliers de la Virginie lors de ses quatre saisons universitaires.

### NBA
Bien que non drafté, il signe un contrat two-way en faveur des Pistons de Détroit en avril 2022. Il est coupé fin décembre 2022.
En juillet 2023, il signe un contrat two-way avec les Nuggets de Denver.
En mars 2025, il signe un contrat two-way avec les Warriors de Golden State. Un mois plus tard, son contrat two-way est converti en un contrat standard.

## Statistiques

### Universitaires
Les statistiques de Braxton Key en matchs universitaires sont les suivantes :
| Saison    | Équipe   | Matchs | Titul. | Min./m | % Tir | % 3pts | % LF | Rbds/m. | Pass/m. | Int/m. | Ctr/m. | Pts/m. |
| --------- | -------- | ------ | ------ | ------ | ----- | ------ | ---- | ------- | ------- | ------ | ------ | ------ |
| 2016-2017 | Alabama  | 34     | 30     | 29.8   | .433  | .330   | .634 | 5.7     | 2.5     | .6     | .6     | 12.0   |
| 2017-2018 | Alabama  | 26     | 17     | 25.2   | .409  | .250   | .667 | 5.3     | 1.8     | 1.0    | .4     | 7.0    |
| 2018-2019 | Virginia | 38     | 6      | 19.8   | .433  | .305   | .731 | 5.3     | 1.0     | .9     | .6     | 5.7    |
| 2019-2020 | Virginia | 27     | 25     | 33.6   | .435  | .185   | .584 | 7.4     | 1.8     | 1.2    | .6     | 9.9    |
| Carrière  | Carrière | 125    | 78     | 26.6   | .429  | .274   | .645 | 5.8     | 1.8     | .9     | .6     | 8.6    |

## Distinctions personnelles
- Champion NCAA (2019)
- SEC All-Freshman Team (2017)